# لیگ دسته دوم فوتبال ایران
لیگ دسته دوم فوتبال ایران که با نام لیگ دو نیز شناخته می‌شود؛ سومین سطح از لیگ فوتبال ایران است. تیم‌ها در این لیگ در دو گروه حضور دارند که صدرنشین دو گروه به صورت مستقیم و برنده تقابل دو تیم دوم گروه‌ها در بازی صعود، راهی لیگ آزادگان می‌شوند. سه تیم آخر هر گروه نیز به مرحله دوم لیگ دسته سوم سقوط می‌کنند.

## قهرمانان
سطح دوم فوتبال ایران (زیرگروه لیگ تخت جمشید: ۱۳۵۷–۱۳۵۱)
- ۵۲–۵۱: تاج اهواز
- ۵۳–۵۲: سپاهان اصفهان
- ۵۴–۵۳: تراکتور سازی
- ۵۵–۵۴: ماشین‌سازی تبریز
- ۵۶–۵۵: راه‌آهن تهران
- ۵۷–۵۶: ابومسلم خراسان
- ۵۸–۵۷: به دلیل انقلاب ناتمام ماند.

۱۳۶۸–۱۳۵۸: به دلیل جنگ ایران و عراق برگزار نشد.
سطح دوم فوتبال ایران (زیرگروه لیگ آزادگان: ۱۳۸۰–۱۳۶۹)
- ۷۰–۶۹: ملوان انزلی، ابومسلم خراسان، تام اصفهان و استقلال اهواز
- ۷۱–۷۰: برق شیراز
- ۷۲–۷۱: چوکای تالش
- ۷۳–۷۲: نفت قائم‌شهر
- ۷۴–۷۳: پلی اکریل اصفهان
- ۷۵–۷۴: پیام مشهد و صنعت نفت آبادان
- ۷۶–۷۵: فجر سپاسی شیراز
- ۷۷–۷۶: ملوان انزلی
- ۷۸–۷۷: بهمن کرج
- ۷۹–۷۸: برق شیراز
- ۸۰–۷۹: ابومسلم خراسان

سطح سوم فوتبال ایران (اکنون–۱۳۸۰)
- ۸۱–۸۰: نامشخص
- ۸۲–۸۱: شهید قندی یزد
- ۸۳–۸۲: صنعتی کاوه تهران، پاسارگاد تهران و دیهیم اهواز
- ۸۴–۸۳: شهرداری لنگرود و پگاه خوزستان
- ۸۵–۸۴: پگاه تهران و اتکا گلستان
- ۸۶–۸۵: سپاهان نوین اصفهان و برق تهران
- ۸۷–۸۶: آلومینیوم هرمزگان
- ۸۸–۸۷: صنعتی کاوه تهران و مس سرچشمه
- ۸۹–۸۸: سپیدرود رشت
- ۹۰–۸۹: استقلال جنوب تهران
- ۹۱–۹۰: استقلال اهواز
- ۹۲–۹۱: نفت و گاز گچساران و سیاه‌جامگان مشهد
- ۹۳–۹۲: شهرداری
 اردبیل و اتکا گلستان
- ۹۴–۹۳: آلومینیوم اراک
- ۹۵–۹۴: اکسین البرز و سپیدرود رشت
- ۹۶–۹۵: شهرداری تبریز و شهرداری ماهشهر
- ۹۷–۹۶: کارون اروند خرمشهر و شاهین بوشهر
- ۹۸–۹۷: خوشه طلایی ساوه
- ۹۹–۹۸: چوکا تالش
- ۱۴۰۰–۱۳۹۹: مس شهربابک
- ۰۱–۱۴۰۰: چوکا تالش
- ۰۲–۱۴۰۱: نفت و گاز گچساران
- ۰۳–۱۴۰۲: نیروی زمینی تهران
- ۰۴–۱۴۰۳: فرد البرز

## تیم‌ها
فهرست زیر شامل تیم‌های حاضر در فصل ۰۴–۱۴۰۳ می‌باشد.
| - شهرداری بندر ماهشهر - شاهین بندر عامری بوشهر - ستارگان بهمن جوان تهران - چوکا تالش - فولاد هرمزگان - شناورسازی پی پشت قشم - شهدای بابلسر - پادیاب خلخال - فولاد نوین خوزستان - نود ارومیه - کیا تهران - یاسا تهران - عقاب تهران - سپاهان نوین اصفهان |  | - فردوسی مشهد - دریا کاسپین بابل - ایرانجوان بوشهر - نیکا پارس چالوس - شهرداری بندرعباس - سپیدرود رشت - پاس همدان - آریان ملایر - شهید قندی یزد - فرد البرز - استقلال زیدون - شاهین تهران - امید تهران |

### تیم‌های کنونی
۱۸ تیم زیر در لیگ دسته دوم فوتبال ایران(فصل ۰۴–۱۴۰۳) حاضر هستند.
| استان          | تعداد تیم‌ها |                                                                                    |
| -------------- | ----------- | ---------------------------------------------------------------------------------- |
| تهران          | ۶           | ستارگان بهمن جوان تهران، کیا تهران، تهران یاسا،عقاب تهران، شاهین تهران، امید تهران |
| خوزستان        | ۳           | شهرداری ماهشهر، فولاد نوین، استقلال زیدون خوزستان                                  |
| هرمزگان        | ۳           | فولاد هرمزگان، شناورسازی قشم، شهرداری بندرعباس                                     |
| مازندران       | ۳           | شهدای بابلسر، نیکا پارس چالوس،دریا کاسپین بابل                                     |
| بوشهر          | ۲           | شاهین بندرعامری،ایرانجوان بوشهر                                                    |
| گیلان          | ۲           | چوکای تالش،سپیدرودرشت                                                              |
| همدان          | ۲           | پاس همدان،آریان ملایر                                                              |
| البرز          | ۱           | فرد البرز                                                                          |
| آذربایجان غربی | ۱           | نود ارومیه                                                                         |
| یزد            | ۱           | شهید قندی یزد                                                                      |
| خراسان رضوی    | ۱           | فردوسی مشهد                                                                        |
| اردبیل         | ۱           | پادیاب خلخال                                                                       |

## ورزشگاه‌ها
| تیم               | شهر      | ورزشگاه                 | ظرفیت |
| ----------------- | -------- | ----------------------- | ----- |
| عقاب تهران        | تهران    | شهدای دوشان تپه         | ۵۰۰۰  |
| اسپاد تهران       | تهران    | شهید کشوری تهران        | ۱۵۰۰۰ |
| کیا تهران         | تهران    | بعثت تهران              | ۳۰۰۰  |
| بهمن تهران        | تهران    | مرغوبکار تهران          | ۱۲۰۰۰ |
| یاسا تهران        | تهران    | شباهنگ شهریار           | ۱۲۰۰۰ |
| امید تهران        | تهران    | مرغوبکار تهران          | ۱۲۰۰۰ |
| فرد البرز         | کرج      | انقلاب کرج              | ۱۵۰۰۰ |
| پاس همدان         | همدان    | شهید حاجی بابایی همدان  | ۱۰۰۰۰ |
| آریان ملایر       | ملایر    | روحیان ملایر            | ۱۵۰۰۰ |
| سپیدرود رشت       | رشت      | عضدی رشت                | ۱۵۰۰۰ |
| چوکا تالش         | تالش     | پوریای ولی تالش         | ۱۰۰۰۰ |
| نیکاپارس چالوس    | چالوس    | شهدای چالوس             | ۵۰۰۰  |
| دریای کاسپین بابل | بابل     | هفتم تیر بابل           | ۱۰۰۰۰ |
| شهدای بابلسر      | بابلسر   | شهدای بابلسر            | ۱۵۰۰۰ |
| نود ارومیه        | ارومیه   | شهید باکری ارومیه       | ۱۵۰۰۰ |
| پادیاب اردبیل     | اردبیل   | تختی اردبیل             | ۶۰۰۰  |
| فردوسی مشهد       | مشهد     | آستان قدس مشهد          | ۲۷۷۰۰ |
| قندی یزد          | یزد      | شهید نصیری یزد          | ۱۵۰۰۰ |
| شهرداری ماهشهر    | ماهشهر   | شهدای ماهشهر            | ۱۵۰۰۰ |
| فولاد نوین اهواز  | اهواز    | ورزشگاه ۵۰۰۰ نفری فولاد | ۵۰۰۰  |
| ایرانجوان بوشهر   | بوشهر    | شهید مهدوی بوشهر        | ۱۵۰۰۰ |
| شاهین بندرعامری   | بوشهر    | شهید بهشتی بوشهر        | ۵۰۰۰  |
| فولاد هرمزگان     | بندرعباس | تختی بندرعباس           | ۱۰۰۰۰ |
| شهرداری بندر عباس | بندرعباس | خلیج فارس بندرعباس      | ۱۰۰۰۰ |
| شناورسازی قشم     | قشم      | شناورسازی قشم           | ۱۰۰۰۰ |